# Coupe d'Algérie de basket-ball 1984-1985
Navigation
Coupe d'Algérie 1983-1984 Coupe d'Algérie 1985-1986
La Coupe d'Algérie 1984-1985 est la 16e édition de la Coupe d'Algérie de basket-ball, compétition à élimination directe mettant aux prises des clubs de basket-ball amateurs et professionnels affiliés à la fédération algérienne de basket-ball.

## Demi-finales
| # | Date                               | Club 1                | Résultat               | Club 2         | Lieu |
| - | ---------------------------------- | --------------------- | ---------------------- | -------------- | ---- |
| 1 | jeudi 11 avril 1985 et vendredi 12 | MP Alger              | 86-72 (mi-temps 46-35) | MAHussein- Dey | à    |
| 2 | jeudi 11 avril 1985 et vendredi 12 | Gendarmerie Nationale | 77-32 (mi-temps 35-20) | ASUC Blida     | à    |

## Finale
- 19 juin 1985 à 00h 20 à la salle harcha hacène , Alger  ; MPALGER  / EL -DARK  EL - WATANI  89-86  (mi-temps 54-54) , arbitrage du duo ; boufnik et djedidi .*     MPALGER  ; haddad  . benabid (18) . ezzine  . barka (30) . sellal (9). aktouf faycel (6) . aktouf kamel (18) . slimani (15) .dahmoune (2), sellal , achour  .*ent ; benchemah et lamari .          * Dark el Watani ; marouane (2) . keskas(18) . malki (10) . chouiha (2) . gharbi (14) . graichi (00) . abdennbi (00) . djadjy (02) . ghedioui (8) . khais (20) . * ent ; si hassen et aiouaz[2].